# Selección de fútbol de Uzbekistán
La selección de fútbol de Uzbekistán (en uzbeko: Oʻzbekiston milliy futbol terma jamoasi) es el equipo representativo de dicho país en las competiciones oficiales. Su organización está a cargo de la Federación de Fútbol de Uzbekistán, perteneciente a la AFC y a la FIFA. El equipo es conocido coloquialmente como «Oq boʻrilar» (Lobos blancos).
Tras la disolución de la Unión Soviética, la selección de fútbol de Uzbekistán debutó el 17 de junio de 1992 cuando se enfrentó a Tayikistán con un resultado igualado de 2:2. Su primer gran éxito llegaría en 1994 tras conseguir la medalla de oro en los Juegos Asiáticos de 1994, venciendo por 4:2 a China en la final.
A lo largo de su historia, Uzbekistán ha sido una de las selecciones más destacadas de Asia Central. Si bien nunca ha ganado un torneo internacional, será el primer equipo de la región en clasificar a la fase final de la Copa Mundial de Fútbol, luego de haber obtenido la clasificación al evento de 2026. 
En lo que consta a la Copa Asiática, ha logrado clasificarse a todas las fases finales desde que es parte de la Confederación Asiática de Fútbol, siendo la primera en 1996 donde solo llegaría a la fase de grupos. En la Copa Asiática 2011 es donde Uzbekistán conseguiría por primera vez ubicarse en los palmarés de dicha competición luego de conseguir un cuarto puesto al haber vencido por 2:1 a Jordania en los cuartos de final. En cuanto a selecciones menores, ganó el Campeonato Sub-16 de la AFC de 2012 ante Japón y el Campeonato Sub-23 de la AFC de 2018 frente a Vietnam. 
Uzbekistán ha jugado durante toda su historia como local en la capital de Taskent, siendo usado el Estadio Pakhtakor Markaziy creado en 1956 y habiendo sido remodelado diversas veces luego de su inauguración.

## Historia
Tras la disolución de la Unión Soviética, la selección de Uzbekistán disputó su primer partido internacional el 17 de junio de 1992 contra otra república ex-soviética: Tayikistán.

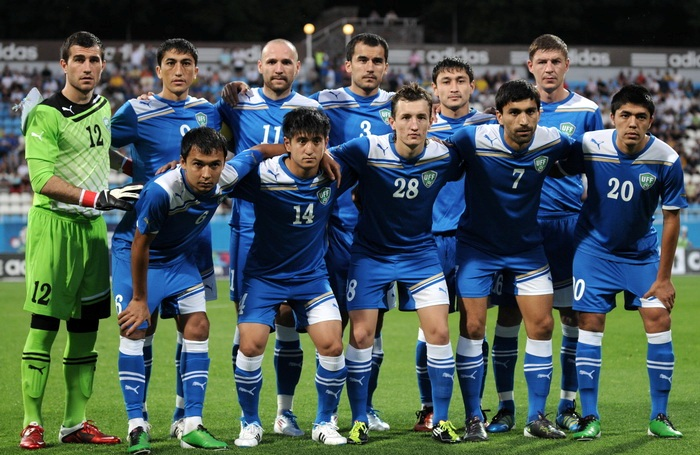
Imagen de la selección en 2011.

Su primera participación en un torneo internacional fue en la competición de fútbol de los Juegos Asiáticos de 1994, donde alcanzó, por sorpresa, la medalla de oro, tras superar en la final a China por 4-2.
Este éxito, sin embargo, no tendría continuidad en los años siguientes y no volvería a destacar internacionalmente hasta la Copa Asiática de 2004, cuando rozó las semifinales, tras caer en cuartos de final ante Baréin en el desempate por penales.
Poco después, se quedó a las puertas de alcanzar la repesca clasificatoria para el Mundial de Alemania 2006. Nuevamente Baréin se cruzó en su camino, en un eliminatoria marcada por la polémica. Uzbekistán había ganado por 1-0 en el encuentro de ida; sin embargo, la FIFA, en una decisión sin precedentes, anuló el resultado por un error del árbitro japonés Toshimitsu Yoshida. En la repetición del partido se registró un empate a uno, un resultado decisivo ya que el empate a cero en el encuentro de vuelta permitió a Baréin clasificarse, por el doble valor de los goles en campo contrario.
En la Copa Asiática de 2011, los "lobos blancos" lograron un cuarto puesto, su mayor hito por el momento, tras perder 2 a 3 la final de consolación contra  Corea del Sur, tras superar la fase de grupos, los cuartos y finalmente perder 6 a 0 en la semifinal contra Australia.
En la cuarta ronda de la clasificación para el Mundial de Brasil 2014 finalizó en el tercer lugar del Grupo A con 14 unidades al igual que Corea del Sur, que se vio favorecido por mejor diferencia de goles. En la quinta ronda fue eliminado por Jordania en tanda de penales, luego de que ambos encuentros, ida y vuelta, terminaran empatados a uno.
En la clasificatoria para Rusia 2018, Uzbekistán fue ubicado en el grupo H, junto a Baréin, Corea del Norte, Filipinas y Yemen. Clasificó a la segunda ronda como cabeza de grupo con 7 partidos ganados y 1 perdido ante Corea del Norte por 2-4 de visitante. Luego, fue ubicado en el grupo A de la tercera ronda, junto a Catar, Corea del Sur, China, Irán y Siria. Los uzbekos iban en posición de repechaje hasta la última fecha, tras derrotar a Catar de local y visitante; a China y a Siria de local, y cinco derrotas ante Irán (de local y visitante), ante China de visitante y ante Corea del Sur de visitante.
Uzbekistán dependía de sí mismo para clasificar directo al Mundial, donde en el 5 de septiembre de 2017, recibía a Corea del Sur en Taskent, lugar donde no derrotaba a Corea del Sur por muchos años. En aquel partido, Uzbekistán no logró ganar, y empataron 0-0, mientras que minutos después con el empate de Siria a Irán por 2-2, Uzbekistán quedaba eliminada de la clasificatoria por diferencia de goles.

## Estadio

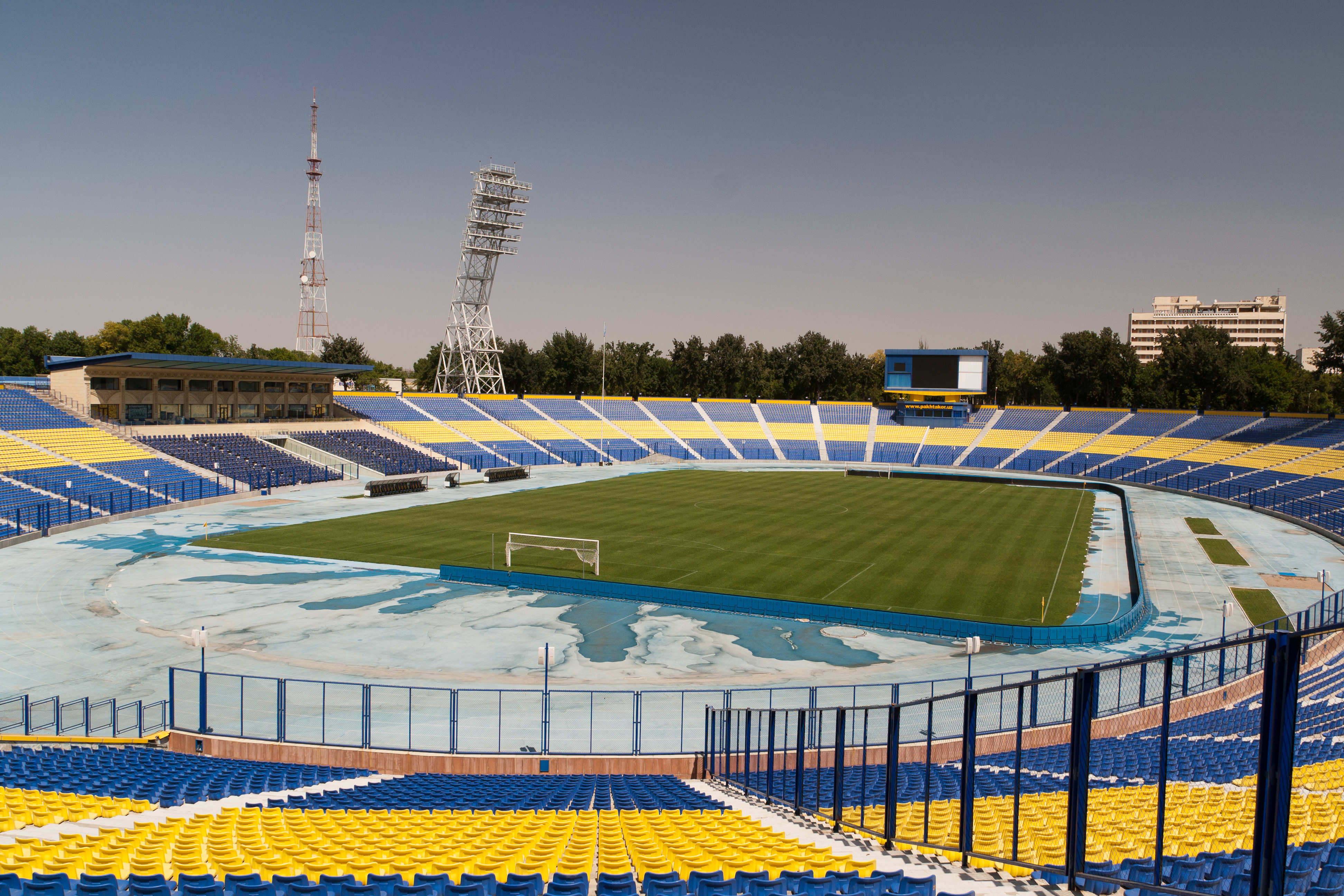

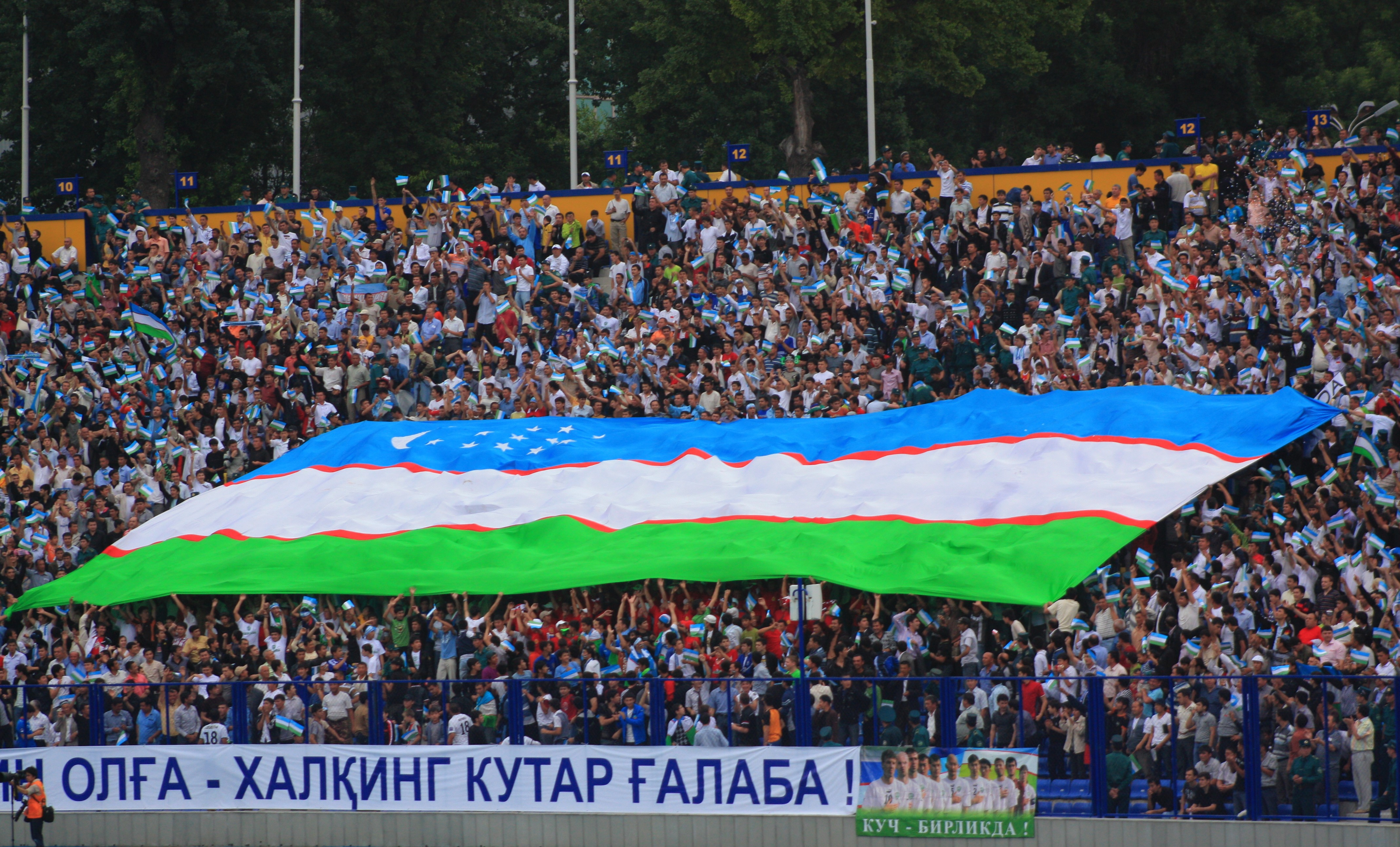
Aficionados uzbekos apoyando a la selección en un partido de clasificación para la Copa Mundial 2010 ante en el estadio Pakhtakor Markaziy de Taskent.

El estadio nacional del equipo uzbeko es el Pakhtakor Markaziy, inaugurado en 1956 y con capacidad para 35 000 espectadores sentados. El estadio se encuentra en la capital, Taskent, y ha sido remodelado en diversas ocasiones ya que en él juega el FC Pakhtakor Tashkent, el equipo con más títulos del país y el único equipo uzbeko que jugó en la primera división soviética. En Uzbekistán no existían estadios de la talla del Pakhtakor Markaziy, por lo que la selección uzbeka ha disputado allí todos sus encuentros como local.
Sin embargo, en 2012, el FC Bunyodkor, uno de los equipos más exitosos de los últimos años en el fútbol uzbeko, inauguró su nuevo estadio Bunyodkor, con capacidad para 34 000 espectadores sentados y las últimas comodidades. El 26 de marzo de 2013 Uzbekistán disputó en ese estadio su partido de clasificación para la Copa Mundial 2014 ante Líbano y su siguiente partido como local ante Catar.

## Últimos partidos y próximos encuentros
Actualizado al último partido jugado el 10 de junio de 2025
| Fecha      | Ciudad    | Local           | Resultado | Visitante       | Competición                     |
| ---------- | --------- | --------------- | --------- | --------------- | ------------------------------- |
| 11-06-2024 | Teherán   | Irán            | 0:0       | Uzbekistán      | Clasificación Copa Mundial 2026 |
| 05-09-2024 | Taskent   | Uzbekistán      | 1:0 (1:0) | Corea del Norte | Clasificación Copa Mundial 2026 |
| 10-09-2024 | Biskek    | Kirguistán      | 2:3 (2:2) | Uzbekistán      | Clasificación Copa Mundial 2026 |
| 10-10-2024 | Taskent   | Uzbekistán      | 0:0       | Irán            | Clasificación Copa Mundial 2026 |
| 15-10-2024 | Taskent   | Uzbekistán      | 1:0 (0:0) | Emiratos Árabes | Clasificación Copa Mundial 2026 |
| 14-11-2024 | Rayán     | Catar           | 3:2 (2:0) | Uzbekistán      | Clasificación Copa Mundial 2026 |
| 19-11-2024 | Vientián  | Corea del Norte | 0:1 (0:1) | Uzbekistán      | Clasificación Copa Mundial 2026 |
| 27-01-2025 | Doha      | Jordania        | 0:0       | Uzbekistán      | Partido amistoso                |
| 20-03-2025 | Taskent   | Uzbekistán      | 1:0 (1:0) | Kirguistán      | Clasificación Copa Mundial 2026 |
| 25-03-2025 | Teherán   | Irán            | 2:2 (0:1) | Uzbekistán      | Clasificación Copa Mundial 2026 |
| 05-06-2025 | Abu Dhabi | Emiratos Árabes | 0:0       | Uzbekistán      | Clasificación Copa Mundial 2026 |
| 10-06-2025 | Taskent   | Uzbekistán      | 3:0 (0:0) | Catar           | Clasificación Copa Mundial 2026 |
| 30-08-2025 | Taskent   | Uzbekistán      | -:-       | Omán            | Copa CAFA 2025                  |
| 02-09-2025 | Taskent   | Uzbekistán      | -:-       | Turkmenistán    | Copa CAFA 2025                  |
| 05-09-2025 | Taskent   | Uzbekistán      | -:-       | Kirguistán      | Copa CAFA 2025                  |

## Estadísticas

### Copa Mundial de Fútbol
| Copa Mundial de Fútbol | Copa Mundial de Fútbol      | Copa Mundial de Fútbol      | Copa Mundial de Fútbol      | Copa Mundial de Fútbol      | Copa Mundial de Fútbol      | Copa Mundial de Fútbol      | Copa Mundial de Fútbol      |
| Año                    | Ronda                       | J                           | G                           | E                           | P                           | GF                          | GC                          |
| ---------------------- | --------------------------- | --------------------------- | --------------------------- | --------------------------- | --------------------------- | --------------------------- | --------------------------- |
| 1930 - 1990            | Parte de la Unión Soviética | Parte de la Unión Soviética | Parte de la Unión Soviética | Parte de la Unión Soviética | Parte de la Unión Soviética | Parte de la Unión Soviética | Parte de la Unión Soviética |
| 1994                   | No participó                | No participó                | No participó                | No participó                | No participó                | No participó                | No participó                |
| 1998                   | No clasificó                | No clasificó                | No clasificó                | No clasificó                | No clasificó                | No clasificó                | No clasificó                |
| 2002                   | No clasificó                | No clasificó                | No clasificó                | No clasificó                | No clasificó                | No clasificó                | No clasificó                |
| 2006                   | No clasificó                | No clasificó                | No clasificó                | No clasificó                | No clasificó                | No clasificó                | No clasificó                |
| 2010                   | No clasificó                | No clasificó                | No clasificó                | No clasificó                | No clasificó                | No clasificó                | No clasificó                |
| 2014                   | No clasificó                | No clasificó                | No clasificó                | No clasificó                | No clasificó                | No clasificó                | No clasificó                |
| 2018                   | No clasificó                | No clasificó                | No clasificó                | No clasificó                | No clasificó                | No clasificó                | No clasificó                |
| 2022                   | No clasificó                | No clasificó                | No clasificó                | No clasificó                | No clasificó                | No clasificó                | No clasificó                |
| 2026                   | Clasificado                 | Clasificado                 | Clasificado                 | Clasificado                 | Clasificado                 | Clasificado                 | Clasificado                 |
| 2030                   | Por disputarse              | Por disputarse              | Por disputarse              | Por disputarse              | Por disputarse              | Por disputarse              | Por disputarse              |
| 2034                   | Por disputarse              | Por disputarse              | Por disputarse              | Por disputarse              | Por disputarse              | Por disputarse              | Por disputarse              |
| Total                  | 1/23                        | -                           | -                           | -                           | -                           | -                           | -                           |

### Copa Asiática
| Copa Asiática | Copa Asiática               | Copa Asiática               | Copa Asiática               | Copa Asiática               | Copa Asiática               | Copa Asiática               | Copa Asiática               |
| Año           | Ronda                       | J                           | G                           | E                           | P                           | GF                          | GC                          |
| ------------- | --------------------------- | --------------------------- | --------------------------- | --------------------------- | --------------------------- | --------------------------- | --------------------------- |
| 1956 - 1988   | Parte de la Unión Soviética | Parte de la Unión Soviética | Parte de la Unión Soviética | Parte de la Unión Soviética | Parte de la Unión Soviética | Parte de la Unión Soviética | Parte de la Unión Soviética |
| 1992          | No participó                | No participó                | No participó                | No participó                | No participó                | No participó                | No participó                |
| 1996          | Fase de grupos              | 3                           | 1                           | 0                           | 2                           | 3                           | 6                           |
| 2000          | Fase de grupos              | 3                           | 0                           | 1                           | 2                           | 2                           | 14                          |
| 2004          | Cuartos de final            | 4                           | 3                           | 1                           | 0                           | 5                           | 2                           |
| 2007          | Cuartos de final            | 4                           | 2                           | 0                           | 2                           | 10                          | 4                           |
| 2011          | Cuarto lugar                | 6                           | 3                           | 1                           | 2                           | 10                          | 13                          |
| 2015          | Cuartos de final            | 4                           | 2                           | 0                           | 2                           | 5                           | 5                           |
| 2019          | Octavos de final            | 4                           | 2                           | 1                           | 1                           | 7                           | 3                           |
| 2023          | Cuartos de final            | 5                           | 2                           | 3                           | 0                           | 7                           | 3                           |
| 2027          | Clasificado                 | Clasificado                 | Clasificado                 | Clasificado                 | Clasificado                 | Clasificado                 | Clasificado                 |
| Total         | 9/19                        | 33                          | 15                          | 7                           | 11                          | 49                          | 50                          |

### Copa de Naciones Afroasiáticas
| Copa de Naciones Afroasiáticas | Copa de Naciones Afroasiáticas | Copa de Naciones Afroasiáticas | Copa de Naciones Afroasiáticas | Copa de Naciones Afroasiáticas | Copa de Naciones Afroasiáticas | Copa de Naciones Afroasiáticas | Copa de Naciones Afroasiáticas |
| Año                            | Ronda                          | J                              | G                              | E                              | P                              | GF                             | GC                             |
| ------------------------------ | ------------------------------ | ------------------------------ | ------------------------------ | ------------------------------ | ------------------------------ | ------------------------------ | ------------------------------ |
| 1978 - 1993                    | No clasificó                   | No clasificó                   | No clasificó                   | No clasificó                   | No clasificó                   | No clasificó                   | No clasificó                   |
| 1995                           | Subcampeón                     | 2                              | 0                              | 0                              | 2                              | 2                              | 4                              |
| 1997 - 2007                    | No clasificó                   | No clasificó                   | No clasificó                   | No clasificó                   | No clasificó                   | No clasificó                   | No clasificó                   |
| Total                          | 1/8                            | 2                              | 0                              | 0                              | 2                              | 2                              | 4                              |

## Torneos regionales

### Copa de Naciones CAFA
| Copa de Naciones CAFA | Copa de Naciones CAFA | Copa de Naciones CAFA | Copa de Naciones CAFA | Copa de Naciones CAFA | Copa de Naciones CAFA | Copa de Naciones CAFA | Copa de Naciones CAFA |
| Año                   | Ronda                 | J                     | G                     | E                     | P                     | GF                    | GC                    |
| --------------------- | --------------------- | --------------------- | --------------------- | --------------------- | --------------------- | --------------------- | --------------------- |
| 2023                  | Subcampeón            | 4                     | 3                     | 0                     | 1                     | 10                    | 2                     |
| Total                 | 1/1                   | 4                     | 3                     | 1                     | 0                     | 10                    | 2                     |

## Palmarés
- Juegos Asiáticos (1): 1994.
- Torneos amistosos:
  - Copa Nouruz (1): 2022.
  - Torneo Merdeka (1): 2001.

## Entrenadores
| Nombre                   | Nacionalidad                          | Periodo                             |
| ------------------------ | ------------------------------------- | ----------------------------------- |
| Rustam Akramov           | Bandera de Uzbekistán                 | junio de 1992 – octubre de 1994     |
| Alexander Ivankov        | Bandera de Uzbekistán                 | julio de 1995 – noviembre de 1995   |
| Bakhodir Ibragimov       | Bandera de Uzbekistán                 | enero de 1996 – diciembre de 1996   |
| Rustam Mirsodiqov        | Bandera de Uzbekistán                 | mayo de 1997 – octubre de 1997      |
| Ubirajara Veiga da Silva | Bandera de Brasil                     | octubre de 1997 – diciembre de 1998 |
| Makhmud Rakhimov         | Bandera de Uzbekistán                 | julio de 1999 – noviembre de 1999   |
| Viktor Borisov           | Bandera de Uzbekistán                 | febrero de 2000 – marzo de 2000     |
| Pavel Sadyrin            | Bandera de Rusia                      | abril de 2000 – mayo de 2000        |
| Yuriy Sarkisyan          | Bandera de Uzbekistán                 | julio de 2000 – octubre de 2000     |
| Vladimir Salkov          | Bandera de Ucrania · Bandera de Rusia | diciembre de 2000 – octubre de 2001 |
| Leonid Ostrushko         | Bandera de Rusia                      | octubre de 2001 – diciembre de 2001 |
| Ravshan Khaydarov        | Bandera de Uzbekistán                 | enero de 2002 – noviembre de 2004   |
| Hans-Jürgen Gede         | Bandera de Alemania                   | febrero de 2005 – abril de 2005     |
| Bobby Houghton           | Bandera de Inglaterra                 | julio de 2005 – diciembre de 2005   |
| Valeri Nepomniachi       | Bandera de Rusia                      | enero de 2006 – diciembre de 2006   |
| Rauf Inileev             | Bandera de Uzbekistán                 | enero de 2007 – septiembre de 2008  |
| Mirjalol Qosimov         | Bandera de Uzbekistán                 | septiembre de 2008 – abril de 2010  |
| Vadim Abramov            | Bandera de Uzbekistán                 | abril de 2010 – junio de 2012       |
| Mirjalol Qosimov         | Bandera de Uzbekistán                 | junio de 2012 – junio de 2015       |
| Samvel Babayan           | Bandera de Uzbekistán                 | junio de 2015 – septiembre de 2017  |
| Ruziqul Berdyev          | Bandera de Uzbekistán                 | octubre de 2017 – diciembre de 2017 |
| Timur Kapadze            | Bandera de Uzbekistán                 | febrero de 2018 – julio de 2018     |
| Hector Cuper             | Bandera de Argentina                  | agosto de 2018 – septiembre de 2019 |
| Vadim Abramov            | Bandera de Uzbekistán                 | septiembre de 2019 – junio de 2021  |
| Srečko Katanec           | Bandera de Eslovenia                  | agosto de 2021 – enero de 2025      |
| Timur Kapadze            | Bandera de Uzbekistán                 | enero de 2025 –                     |

## Jugadores
|  | Futbolistas Activos |

### Equipo titular recurrente
| #  | Nombre                | Pos. | Edad    | Estatura (m.) | PJ  | Goles | Equipo               | Formativo            |
| 1  | Eldorbek Suyunov      |      | 34 años | 1.93          | 25  | -22   | FC Pajtakor Tashkent | Nasaf Qarshi         |
| 5  | Rustam Ashurmatov     |      | 29 años | 1.82          | 12  | 0     | Gangwon FC           | Bundyodkor           |
| 20 | Islom Tukhtakhujaev   |      | 35 años | 1.80          | 70  | 2     | Liaoning Shenyang    | FK Neftchi Fergana   |
| 23 | Oleg Zoteev           |      | 36 años | 1.75          | 24  | 1     | Jeonnam Dragons      | FC Pajtakor Tashkent |
| 3  | Khojiakbar Alidjanov  |      | 28 años | 1.80          | 8   | 0     | FC Pajtakor Tashkent | FC Pajtakor Tashkent |
| 7  | Otabek Shukurov       |      | 29 años | 1.82          | 33  | 3     | Sharjah FC           | FK Mash'al Mubarek   |
| 9  | Odil Ajmédov          |      | 37 años | 1.82          | 103 | 20    | Tianjin Teda         | FC Pajtakor Tashkent |
| 17 | Dostonbek Khamdamov   |      | 28 años | 1.78          | 23  | 2     | Hatta Club           | Bunyodkor            |
| 10 | Jaloliddin Masharipov |      | 31 años | 1.78          | 31  | 1     | Al-Ahli              | FC Pajtakor Tashkent |
| 22 | Jamshid Iskanderov    |      | 28 años | 1.68          | 24  | 3     | Seongnam FC          | FC Pajtakor Tashkent |
| 7  | Eldor Shomurodov      |      | 30 años | 1.90          | 43  | 20    | A.S. Roma            | FK Mash'al Mubarek   |

### Máximos goleadores

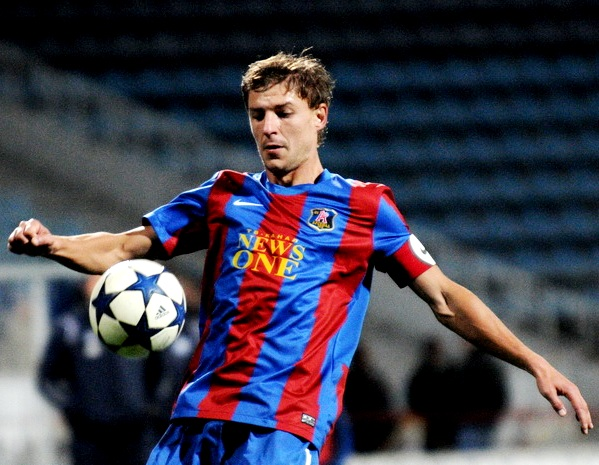
Maksim Shatskikh segundo máximo goleador de la selección

Actualizado al 13 de julio de 2024.
| #  | Nombre             | Goles | Partidos | Promedio | Periodo   |
| -- | ------------------ | ----- | -------- | -------- | --------- |
| 1  | Eldor Shomurodov   | 40    | 73       | 0.55     | 2015–act  |
| 2  | Maxim Shatskikh    | 34    | 61       | 0.56     | 1999–2014 |
| 3  | Mirjalol Qosimov   | 31    | 67       | 0.46     | 1992–2005 |
| 3  | Alexander Geynrikh | 31    | 97       | 0.32     | 2002–2017 |
| 5  | Server Djeparov    | 25    | 128      | 0.2      | 2002–2017 |
| 6  | Odil Ahmedov       | 21    | 108      | 0.19     | 2007–2021 |
| 7  | Igor Shkvyrin      | 20    | 31       | 0.65     | 1992–2000 |
| 8  | Igor Sergeev       | 19    | 73       | 0.26     | 2013–act  |
| 9  | Jafar Irismetov    | 15    | 36       | 0.42     | 1997–2007 |
| 10 | Ulugbek Bakayev    | 14    | 52       | 0.27     | 2001–2014 |

### Más participaciones
Actualizado al 13 de julio de 2024.
| Posición | Jugador              | Partidos | Goles | Carrera      |
| -------- | -------------------- | -------- | ----- | ------------ |
| 1        | Server Djeparov      | 128      | 25    | 2002–2017    |
| 2        | Timur Kapadze        | 119      | 10    | 2002–2015    |
| 3        | Odil Ahmedov         | 108      | 21    | 2007–2021    |
| 4        | Ignatiy Nesterov     | 105      | 0     | 2002–2019    |
| 5        | Anzur Ismailov       | 102      | 3     | 2007–2019    |
| 6        | Alexander Geynrikh   | 97       | 31    | 2002–2017    |
| 7        | Aziz Haydarov        | 85       | 1     | 2007–2018    |
| 8        | Islom Tukhtakhodjaev | 73       | 2     | 2009–2021    |
| 8        | Igor Sergeev         | 73       | 19    | 2013–present |
| 8        | Eldor Shomurodov     | 73       | 40    | 2015–present |

### Última convocatoria
Lista de jugadores convocados para los partidos eliminatorios ante  Catar y  Emiratos Árabes Unidos celebrados los días 5 y 10 de junio de 2025.
| No. | Pos. | Jugador               | Fecha de nacimiento (edad)        | Apa. | Goles | Club               |
| --- | ---- | --------------------- | --------------------------------- | ---- | ----- | ------------------ |
| 1   | POR  | Utkir Yusupov         | 4 de enero de 1991 (34 años)      | 36   | 0     | Foolad             |
| 12  | POR  | Abduvohid Nematov     | 20 de marzo de 2001 (24 años)     | 7    | 0     | Nasaf Qarshi       |
| 16  | POR  | Botirali Ergashev     | 23 de junio de 1995 (30 años)     | 2    | 0     | Neftchi Fergana    |
|     |      |                       |                                   |      |       |                    |
| 2   | DEF  | Abdukodir Khusanov    | 29 de febrero de 2004 (21 años)   | 22   | 0     | Manchester City    |
| 3   | DEF  | Khojiakbar Alijonov   | 19 de abril de 1997 (28 años)     | 42   | 2     | Pakhtakor Tashkent |
| 4   | DEF  | Farrukh Sayfiev       | 17 de enero de 1991 (34 años)     | 61   | 1     | Neftchi Fergana    |
| 5   | DEF  | Rustam Ashurmatov     | 7 de julio de 1996 (29 años)      | 41   | 1     | Rubin Kazán        |
| 13  | DEF  | Sherzod Nasrullaev    | 23 de julio de 1998 (26 años)     | 26   | 2     | Nasaf Qarshi       |
| 15  | DEF  | Umar Eshmurodov       | 30 de noviembre de 1992 (32 años) | 35   | 0     | Nasaf Qarshi       |
| 18  | DEF  | Abdulla Abdullaev     | 1 de septiembre de 1997 (27 años) | 23   | 0     | Pakhtakor Tashkent |
| 20  | DEF  | Islom Tukhtakhujaev   | 30 de mayo de 1989 (36 años)      | 74   | 2     | AGMK               |
| 23  | DEF  | Husniddin Aliqulov    | 4 de abril de 1999 (26 años)      | 30   | 3     | Çaykur Rizespor    |
|     |      |                       |                                   |      |       |                    |
| 6   | MED  | Akmal Mozgovoy        | 2 de abril de 2000 (25 años)      | 15   | 0     | Nasaf Qarshi       |
| 7   | MED  | Otabek Shukurov       | 22 de junio de 1996 (29 años)     | 77   | 8     | Al-Fayha           |
| 7   | MED  | Khojimat Erkinov      | 29 de mayo de 2001 (24 años)      | 35   | 5     | Al Wahda           |
| 8   | MED  | Jamshid Iskanderov    | 16 de octubre de 1993 (31 años)   | 37   | 4     | Neftchi Fergana    |
| 9   | MED  | Odiljon Hamrobekov    | 13 de febrero de 1996 (29 años)   | 63   | 1     | Bunyodkor Tashkent |
| 10  | MED  | Jaloliddin Masharipov | 1 de septiembre de 1993 (31 años) | 73   | 12    | Esteghlal Tehran   |
| 11  | MED  | Ruslanbek Jiyanov     | 5 de junio de 2001 (24 años)      | 3    | 0     | Navbahor Namangan  |
| 17  | MED  | Abdurauf Buriev       | 20 de julio de 2002 (22 años)     | 3    | 0     | Pakhtakor Tashkent |
| 19  | MED  | Azizbek Turgunboev    | 1 de octubre de 1994 (30 años)    | 36   | 5     | Sivasspor          |
| 22  | MED  | Abbosbek Fayzullaev   | 3 de octubre de 2003 (21 años)    | 27   | 8     | CSKA Moscú         |
| 26  | MED  | Oston Urunov          | 19 de diciembre de 2000 (24 años) | 33   | 8     | Persépolis         |
|     |      |                       |                                   |      |       |                    |
| 11  | DEL  | Bobur Abdikholikov    | 23 de abril de 1997 (28 años)     | 16   | 1     | Sumgayit           |
| 14  | DEL  | Eldor Shomurodov      | 29 de junio de 1995 (30 años)     | 82   | 42    | Roma               |
| 21  | DEL  | Igor Sergeev          | 30 de abril de 1993 (32 años)     | 74   | 20    | Pakhtakor Tashkent |

## Indumentaria

### Uniforme titular
|  | 2019 | 2023 |

### Uniforme alternativo
| 2019 | 2023 |

## Proveedores
| Periodo     | Proveedor   |
| ----------- | ----------- |
| 1992 – 1997 | Adidas      |
| 1998        | Admiral     |
| 1999        | Grand Sport |
| 2000        | Adidas      |
| 2001 – 2002 | Hummel      |
| 2003        | Umbro       |
| 2004 – 2012 | Puma        |
| 2013 – 2018 | Joma        |
| 2018 – 2019 | Adidas      |
| 2019 – Act. | Jako        |

## Galería

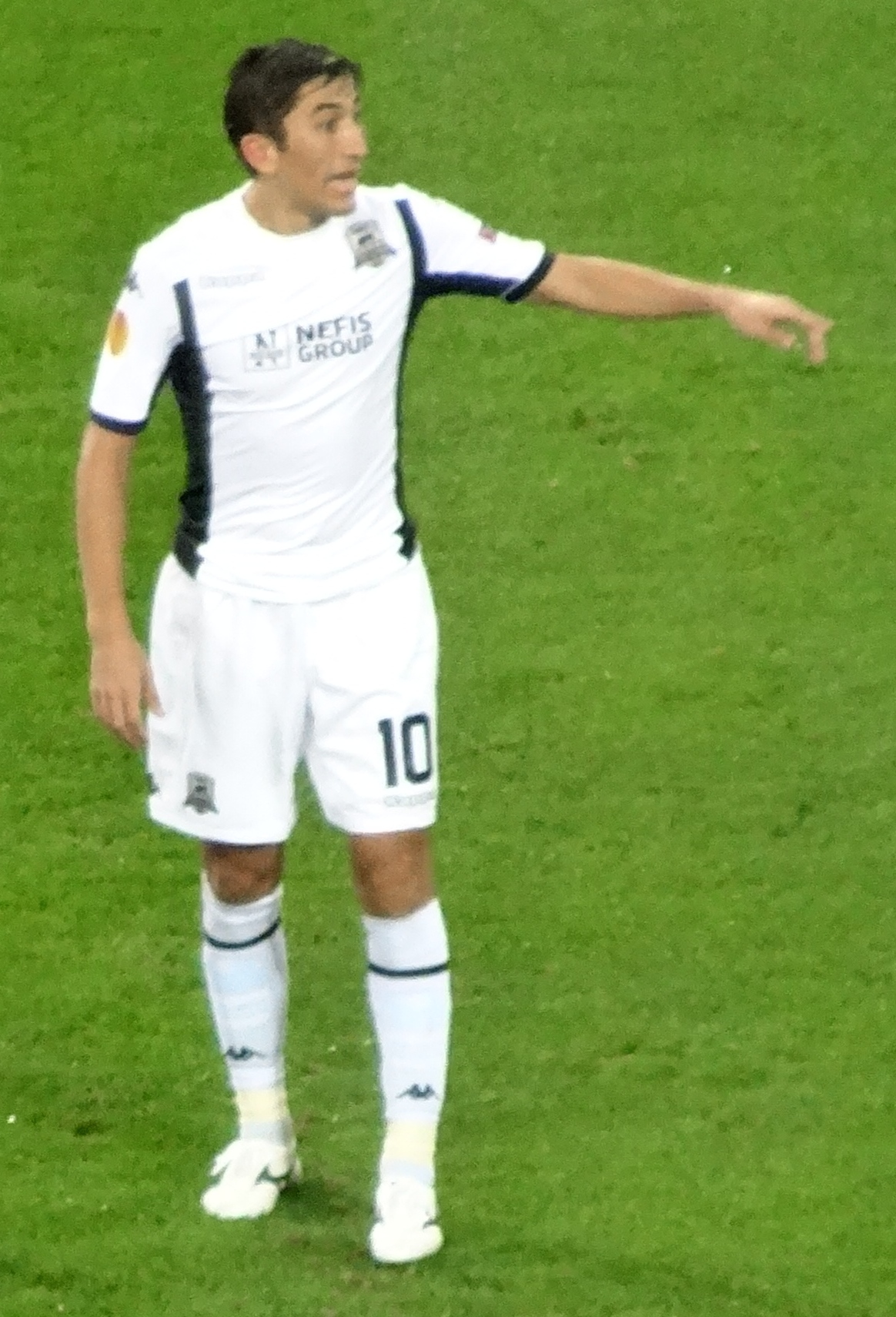
Odil Ahmedov
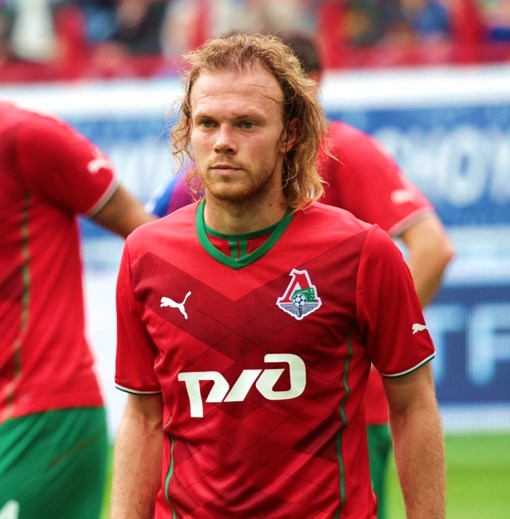
Vitaly Denisov
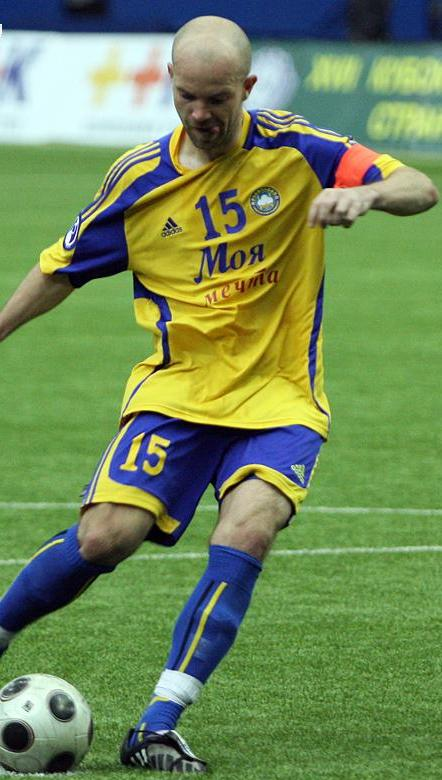
Alexander Geynrikh
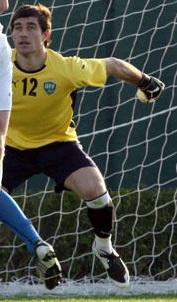
Ignatiy Nesterov
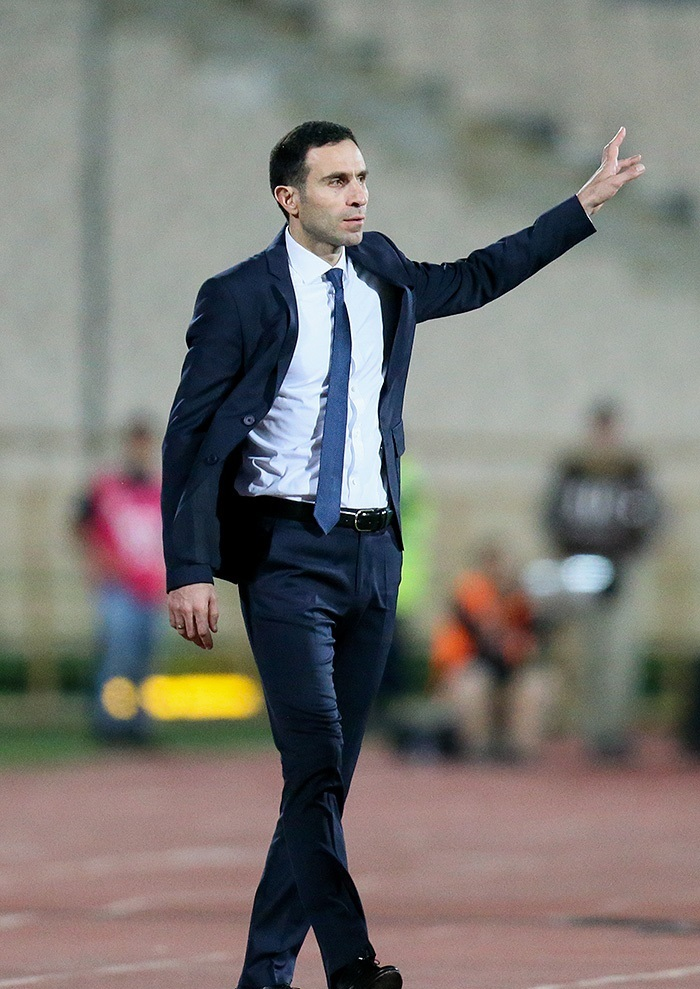
Timur Kapadze
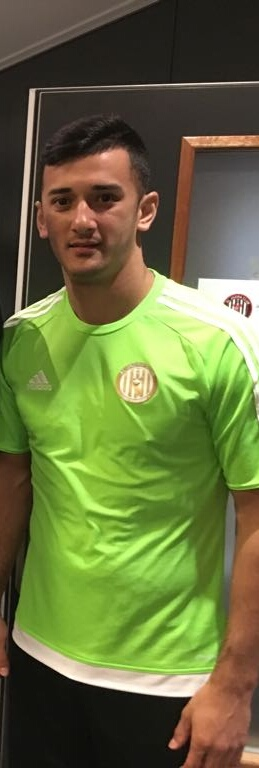
Sardor Rashidov